# 萨亚克巴伊·卡拉拉耶夫
萨亚克巴伊·卡拉拉耶夫（俄语：Саякба́й Карала́ев，1894年9月7日（格里历：9月19日）—1971年5月7日）。吉尔吉斯族，玛纳斯艺人，吉尔吉斯苏维埃社会主义共和国人民艺术家。

## 生平
1894年9月7日（格里历：9月19日）出生于沙俄草原总督区七河州阿克奥伦村。自幼学习玛纳斯史诗表演。
1918年-1921年在红军服役，在中亚地区和白军，巴斯马奇分子作战。1921年-1931年，卡拉科尔地区Maman, Irdyk村长。
1930年起在吉尔吉斯苏维埃自治社会主义共和国教育人民委员会语言与文学研究所工作，负责演唱并记录玛纳斯史诗。1935年开始整理编辑玛纳斯史诗。1936年起在吉尔吉斯国家爱乐乐团担任玛纳斯表演艺人。卡拉拉耶夫可以连续表演几个月的玛纳斯史诗，并留下多部录音资料。作家钦吉斯·艾特玛托夫评价卡拉拉耶夫是“20世纪的荷马”。
1938年起成为苏联作家协会会员。他创作了许多童话，诗歌和短篇小说。
1971年5月7日于伏龙芝逝世，享年76岁。葬于伏龙芝阿拉阿尔查公墓。

## 荣誉
- 三次劳动红旗勋章
- 荣誉勋章
- 吉尔吉斯苏维埃社会主义共和国人民艺术家称号（1939）
- 吉尔吉斯苏维埃社会主义共和国最高苏维埃荣誉证书

## 纪念
- 卡拉拉耶夫的肖像出现在吉尔吉斯斯坦第4-5版500索姆纸币上。